# Coradion
Coradion es un género de peces tropicales de la familia caetodóntidos, o peces mariposa, distribuidos por el océano Índico y el océano Pacífico. Forma del cuerpo típica de los peces mariposa, con poco más de 15 cm de talla máxima.

## Especies
El Registro Mundial de Especies Marinas y FishBase consideran cuatro especies válidas en este género:
- Coradion altivelis (McCulloch, 1916).
- Coradion calendula Matsunuma, Motomura & Seah, 2023.[3]
- Coradion chrysozonus (Cuvier, 1831).
- Coradion melanopus (Cuvier, 1831).

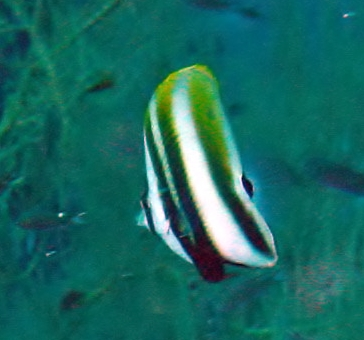
Coradion altivelis
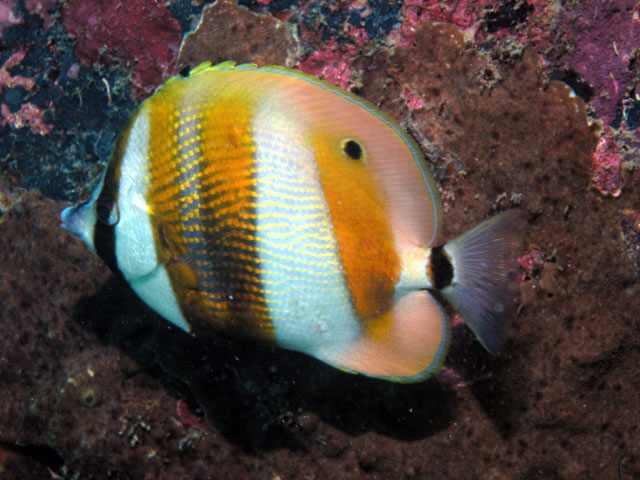
Coradion chrysozonus
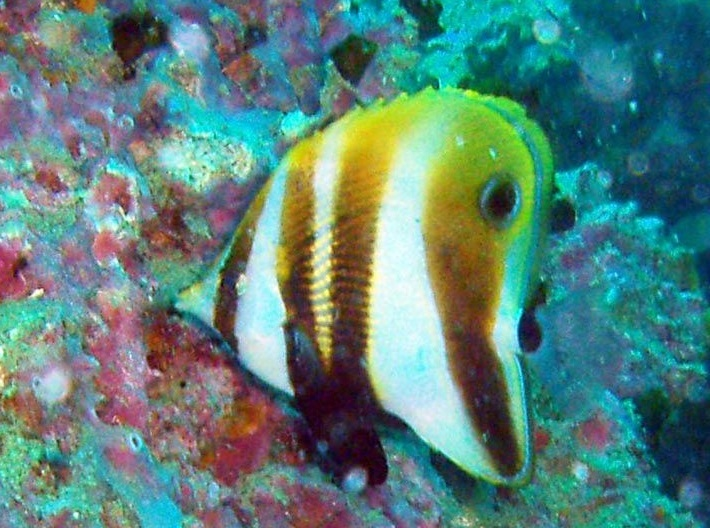
Coradion melanopus